# Зовнішня політика України

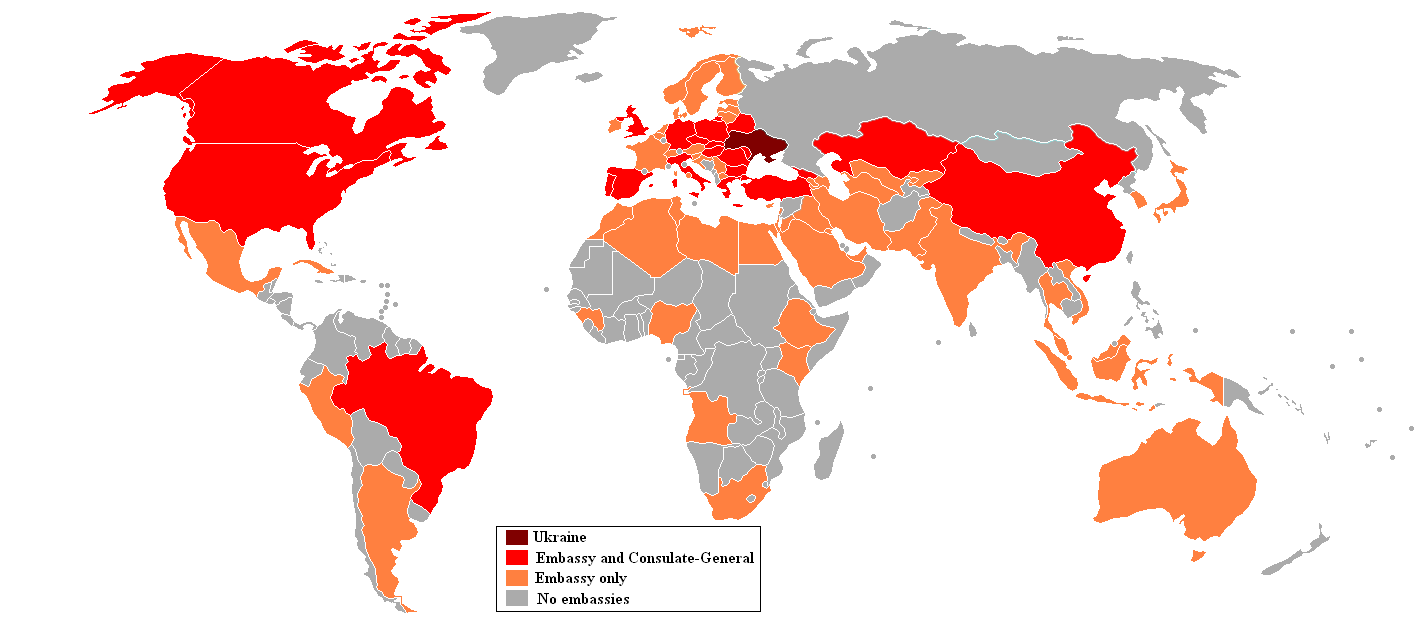
Міжнародні відносини України

Департаменти МЗС України

Зо́внішня полі́тика Украї́ни — стратегічний підхід української держави до відносин з іноземними державами, співпраці з міжнародними організаціями, просування своїх національних інтересів та захисту прав своїх громадян та української діаспори за кордоном.
Стратегічна мета зовнішньої політики України — європейська та євроатлантична інтеграція, формування відносин стратегічного партнерства з Європейським Союзом, Сполученими Штатами Америки, активна діяльність в ООН та інших міжнародних організаціях, забезпечення ефективної участі країни у світовій економіці з максимальним захистом національних інтересів, перетворення України на потужну регіональну державу.
У зовнішній політиці Україна керується низкою ключових пріоритетів.

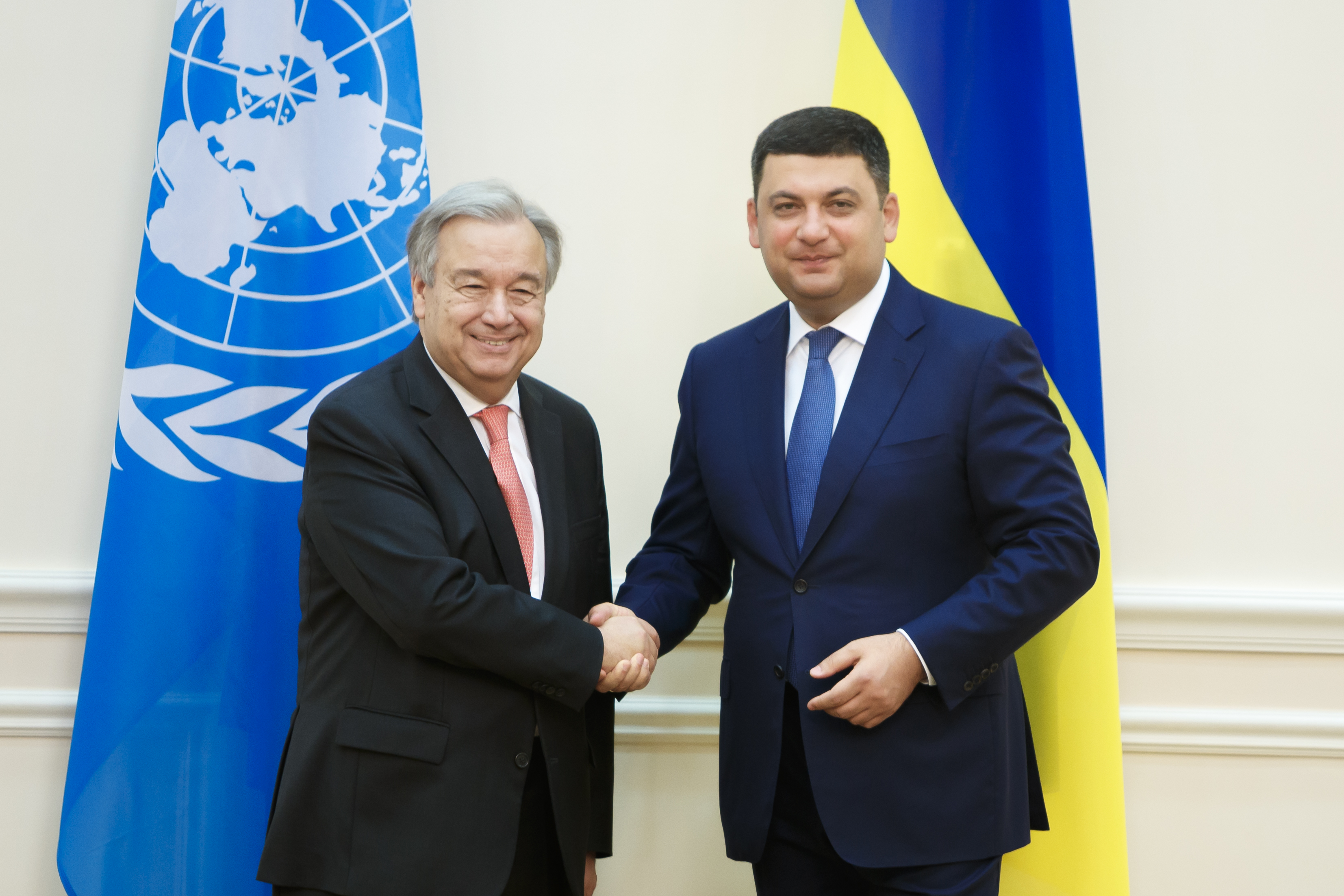
Генеральний секретар ООН Антоніу Гутерреш та Прем'єр-міністр України Володимир Гройсман, 2017

Україна проводить активну багатосторонню політику в рамках універсальних та регіональних міжнародних організацій. Участь в ООН спрямована перш за все на просування інтересів України у процесі прийняття найважливіших для усієї світової спільноти рішень. Діяльність у рамках ОБСЄ залишатиметься важливим чинником доповнення та розширення регіональної та загальної стабільності і безпеки в Європі.
Постійним пріоритетом зовнішньої політики та сферою особливої уваги дипломатичних та консульських установ України є захист громадян України за кордоном та прав української діаспори.

## Історія

### Період визвольних змагань (1917-22)
УНР та/або Українська Держава мали визнання та/або підтримували дипломатичні відносини з низкою країн того часу:
- Французька республіка[1].
- Велика Британія[2].
- Німецька імперія
- Австро-Угорщина
- Польська республіка
- Болгарське царство
- Османська імперія
- Аргентина
- Святий Престол
- Азербайджанська Демократична Республіка
- Грецьке королівство
- Грузинська Демократична Республіка
- Данія
- Королівство Іспанія
- Королівство Італія
- Норвегія
- Персія
- Фінляндія
- Швейцарія
- Швеція
- Естонія
- Латвія
- Литва
- Румунське королівство
- Білоруська Народна Республіка[3][4].

Українська Держава мала визнання та дипломатичні відносини також з Російською Радянською Республікою та Білою армією Росії.

### Період УРСР
Україна (як УРСР) була серед країн-засновниць Організації Об’єднаних Націй 1947 року. УРСР підписала низку міжнародних договорів, деякі з яких діють досі (наприклад, Конвенція про режим судноплавства на Дунаї). Втім міжнародна діяльність УРСР (зокрема голосування в ООН) була повністю визначена позицією СРСР.

### Період нейтралітету (1990-2014)
У своїй Декларації про суверенітет, 1990, Україна заявила, що вона «має намір стати постійно нейтральною державою, яка не бере участі у військових блоках і дотримується трьох без'ядерних принципів» (стаття 9).
Нейтралітет був потім додатково закріплений в Конституції України 1996 року, заснованої на Декларації незалежності від 24 серпня 1991 року, що містить основні принципи не коаліції і майбутнього нейтралітету.
Така політика неприєднання держави була ще раз підтверджена законом в 2010 році.

### Курс на інтеграцію з ЄС та НАТО
23 грудня 2014 року Верховна Рада України прийняла в цілому Проєкт Закону про внесення змін до деяких законів України щодо відмови України від здійснення політики позаблоковості, відповідно до якого позаблоковий статус України було скасовано.
Україна прагне приєднатися до Європейського Союзу та військового блоку НАТО, що закріплено в 102-ій статті Конституції України.

### Період повномасштабної війни з Росією
Повномасштабне вторгнення Росії в Україну, що розпочалося 24 лютого 2022 року, мало суттєвий вплив на зовнішню політику України.
Активізація відносин
- Україна розширила співпрацю з ЄС, Великою Британією, США, Японією, Південною Кореєю та іншими країнами Західного світу. При цьому особливо велику роль грає військова допомога США, Великої Британії, Німеччини, Чехії та Данії.[7]
- В контексті блокування українських чорноморських портів Росією, виросло значення відносин із сусідами (особливо з Польщею та Румунією), завдяким яким є можливою безпечна транспортна комунікація зі світом. Також сусідні країни першими прийняли велику кількість українських біженців.
- Зросла роль дипломатичної підтримки всередині ЄС та НАТО з боку Польщі та Балтійських країн (Естонії, Латвії та Литви).[8]
- Україна отримала стасус кандидата на вступ у ЄС спільно з Молдовою. Також поглибилася безпекова співпраця з цією країною (зокрема в контексті російської загрози з Придністров'я).[9]

Погіршення відносин
- Україна розірвала відносини з Росією, Сирією та Північною Кореєю (останні дві визнали анексію українських територій Росією).
- Відносини з Білоруссю, з території якої російські війська атакували Київ, а також запускали ракети по території України, заморожено.[10]
- Відносини з Іраном, який постачає Росії озброєння, суттєво погіршилися.[11]
- Відносини з Китаєм також погіршилися.[12]
- Відносини з Угорщиною погіршилися в контексті її співпраці з Росією, а також в контексті блокування нею рішень щодо України всередині ЄС та НАТО.[13] Аналогічно погіршилися відносини з Грузією.[14]

Зростання важливості відносин
- Зросла роль відносин із Туреччиною.[15]
- Україна активізувала діалог з країнами Близького Сходу, Африки та Індією.
- Після атаки ХАМАСу на Ізраїль в жовтні 2023 року Україна висловила підтримку народу Ізраїлю. Ситуація в Ізраїлі може безпосередньо впливати на поставки американського озброєння в Україну, оскільки США є союзником і Ізраїля, і України. Крім того, низка політиків і аналітиків говорять про зв'язок ХАМАС із Росією.[16]

## Основні напрямки

### ЄС

Європейський Союз і Україна

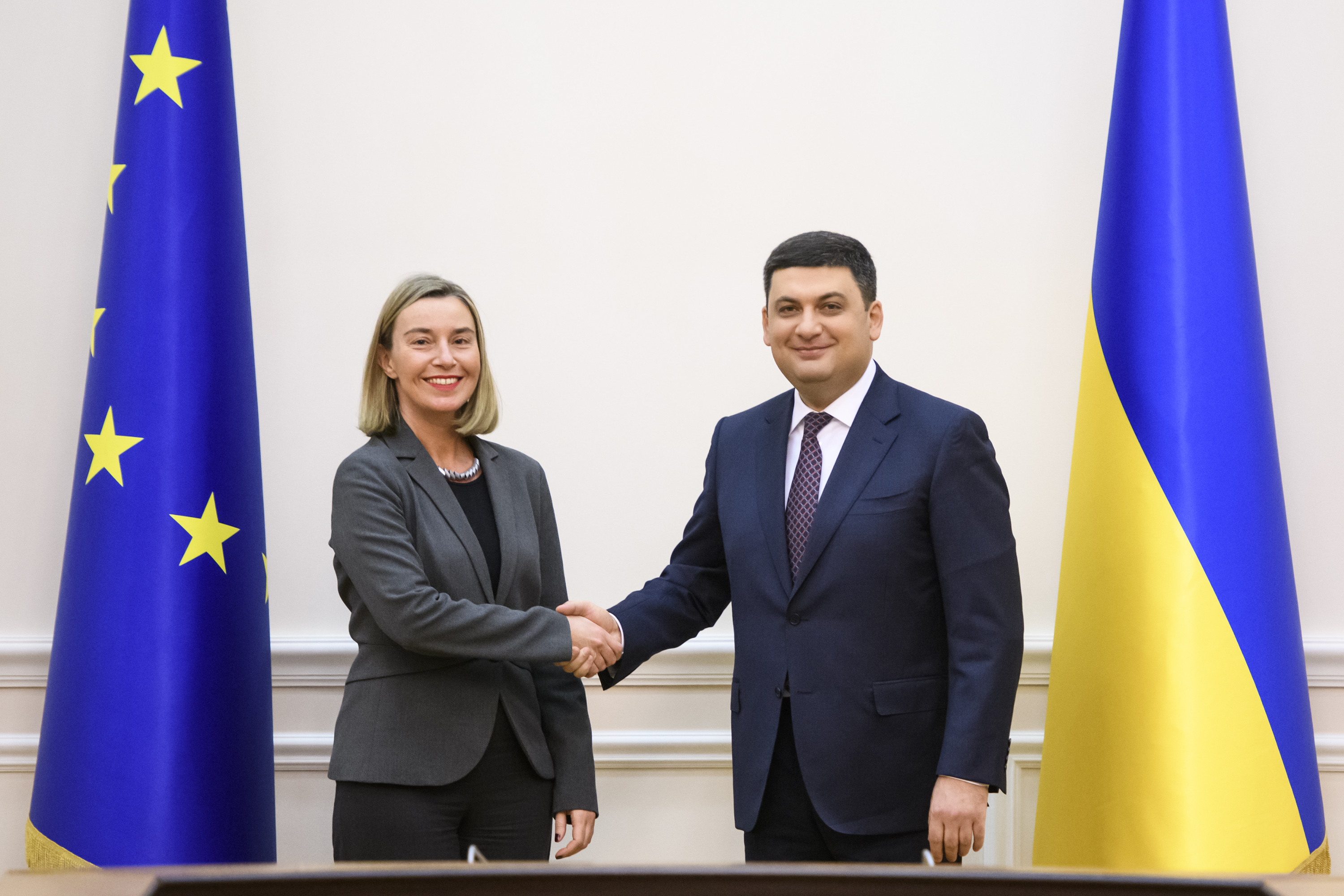
Володимир Гройсман з Високим представником ЄС із закордонних справ та безпекової політики Федерікою Могеріні

Європейська інтеграція — ключовий пріоритет, який акумулює в собі цілий комплекс внутрішньо- та зовнішньополітичних зусиль України з метою наближення до Європейського Союзу та створення необхідних передумов для вступу до ЄС у майбутньому. Органічною частиною євроінтеграційного курсу України було забезпечення дипломатичної підтримки завершення процесу приєднання України до СОТ, яке відбулося 16 травня 2008 року. У 2006 р. Україні запропоновано перейти до першої стадії інтеграції з ЄС — створення зони вільної торгівлі (цього нема навіть в СНД) після вступу до СОТ.
На даний час стан діалогу про співробітництво України з Європейським Союзом базується на впровадженні в українську економіку спеціально розробленої Стратегії інтеграції до ЄС та поступового виконання Плану дій європейської політики. Дані заходи в основному передбачають реформування більшості економічних і соціальних напрямів з метою наближення до загальноєвропейських.
Вже зараз відбувається активна співпраця Україною та Європейським Союзом в багатьох стратегічно важливих галузях, таких як зовнішня торгівля (складає близько 33 % вітчизняного зовнішнього товарообороту), сфера безпеки, фінансові інституції, напрям космічних досліджень та інші. 
28 лютого 2022 року, невдовзі після російського вторгнення, Україна подала заявку на членство в Європейському Союзі. Президент України Володимир Зеленський попросив негайного вступу за «новою особливою процедурою», а президенти восьми держав ЄС закликали прискорити процес вступу. 28 лютого 2022 року президент Європейської комісії Урсула фон дер Ляєн заявила, що Україна належить до Європейського Союзу, і блок хоче, щоб Україна приєдналася, але для цього знадобиться час. 1 березня 2022 року Європейський парламент рекомендував зробити Україну офіційним кандидатом на членство, а 10 березня 2022 року Рада Європейського Союзу звернулася до Європейської Комісії з проханням дати висновок щодо заявки. 8 квітня 2022 року фон дер Ляєн особисто передала Зеленському законодавчу анкету. 17 квітня 2022 року Україна завершила роботу над першою частиною опитувальника, а 9 травня — над другою.
Європейський парламент 23 червня 2022 ухвалив резолюцію із закликом невідкладно надати статус кандидата на членство в Європейському Союзі для України. 23 червня 2022 року Європейська Рада надала Україні статус кандидата на вступ до Європейського Союзу.

### НАТО
Відносини Україна — НАТО — захист безпекових інтересів України, участь у створенні євроатлантичного простору стабільності та безпеки, поступова інтеграція до НАТО. Реалізація цієї мети має бути досягнуто через використання механізмів співробітництва з НАТО, зокрема Плану дій та щорічних Цільових планів (з 2005 р. — в межах так званого інтенсифікованого діалогу).
30 липня 2014 року Американський сенат ухвалив у цілому законопроєкт, що надає Україні, Грузії та Молдові статус країн — союзників США поза НАТО. Тепер, у разі прямої військової агресії проти перерахованих країн, США можуть ввести свої війська в ці держави для захисту їх від зовнішньої агресії.

### США

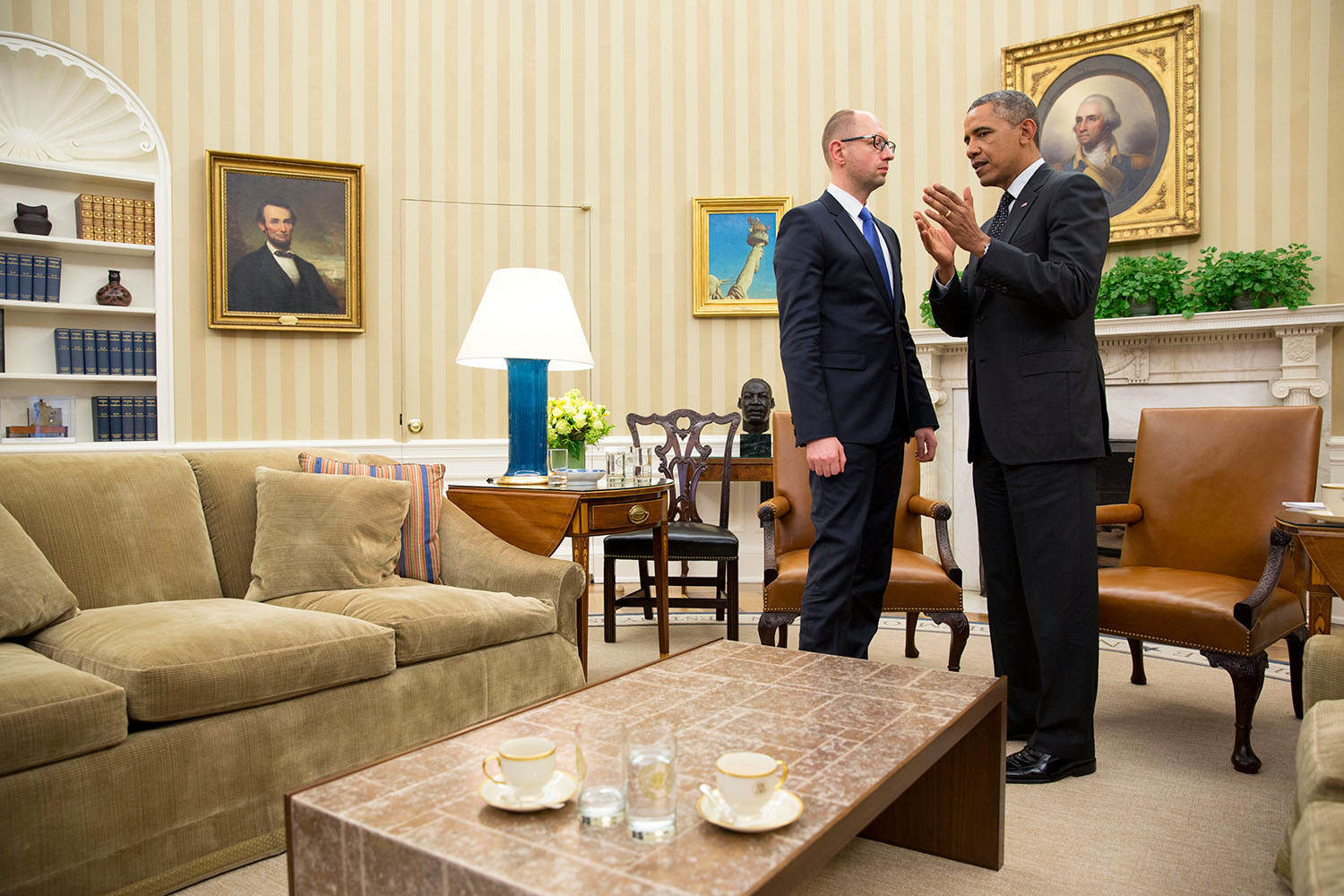
Прем'єр-міністр України Арсеній Яценюк та Президент США Барак Обама

За станом на 1 травня 2009 р. між Україною та США було 120 підписаних і готових до підписання угод та інших спільних документів.
У липні 2014 року в Сенат США був внесений документ про визнання України союзником США (разом з Грузією та Молдовою).

### Росія
Після розпаду СРСР 1991 року двосторонні відносини держав-наступниць зазнали напруженості та ворожості. На початку 1990-х років у політиці України домінували прагнення забезпечити суверенітет і незалежність, але згодом почалася протилежна політика, яка збалансувала співпрацю з ЄС, СНД та іншими потужними державами.
Після перемоги Євромайдану та усунення від влади президента України Віктора Януковича Росія скористалася нестабільністю в Україні, окупувавши Крим та почавши війну на Донбасі. З 2014 року конфлікт забрав життя понад 13 000 людей. Російська агресія спричинила санкції Заходу проти Росії. Війна з Росією спричинила українську економічну кризу 2014—2015 років. Курс гривні обвалився у понад 3 рази, за підсумками 2015 року рівень споживчої інфляції становив 43 %.
24 лютого 2022 року Росія розпочала повномасштабне вторгнення в Україну, відтоді між країнами немає дипломатичних відносин. Росія окуповує значну територію на Півдні та Сході України.

## Інші напрямки

### Близький Схід і Центральна Азія
Україна послідовно виступає за врегулювання конфліктів на Близькому Сході на основі норм міжнародного права та займає послідовну позицію в рамках міжнародних організацій щодо мирного вирішення існуючих суперечностей та першочерговості забезпечення гуманітарних потреб населення.
Українська дипломатія здійснює проактивну економічну політику, спрямовану на розширення існуючих та пошук нових ринків експорту, його диверсифікацію (IT-cфера, високі технології, авіакосмічна галузь, відновлювана енергетика, аграрна продукція тощо), скасування обмежень на імпорт української продукції. Україна є одним з гарантів продовольчої безпеки багатьох держав регіону.

### Африка
Українські сили брали участь у низці миротворчих місій ООН в країнах Африки. Україна є одним з гарантів продовольчої безпеки багатьох держав регіону.
Впродовж останніх років країни Африки значно посилили свою політичну вагу у міжнародних відносинах. Розвиток співробітництва між Україною та країнами Африки на нинішньому етапі спрямований на активізацію політичного діалогу, взаємодії в міжнародних організаціях, пошук нових ринків для експорту української продукції, його диверсифікації (високі технології, авіакосмічна галузь, відновлювана енергетика, аграрна та промислова продукція тощо), нарощування гуманітарної компоненти.
В 2022-23 роках міністр закордонних справ України провів перші в історії України турне країнами Африки.

### Південна і Центральна Америка
Третій територіальний департамент забезпечує формування, координацію, політико-дипломатичний та інформаційно-аналітичний супровід реалізації політики України щодо країн Північної, Центральної, Південної Америки та Карибського басейну.

### Індо-Тихоокеанський регіон
Четвертий територіальний департамент забезпечує формування, координацію зовнішньо-політичної діяльності, захист національних інтересів, політико-дипломатичний та інформаційно-аналітичний супровід реалізації політики України щодо країн Індо-Тихоокеанського регіону.

## Торгівля
Важливим пріоритетом для забезпечення стратегічних інтересів України є економічна експансія як на традиційних, так і нових ринках для українських товарів та послуг на Близькому Сході, в Латинській Америці, Азії та Африці.
2008 року Україна стала членом СОТ.